# Luan Garcia
Luan Garcia Teixeira, mais conhecido como Luan (Vitória, 10 de maio de 1993), é um futebolista brasileiro que joga como zagueiro e volante. Atualmente defende o Toluca.

## Carreira

### Categorias de base
Luan Garcia iniciou sua carreira na base do Vasco. É constantemente comparado a craques vascaínos e mundiais, um deles é Mauro Galvão. No dia 8 de julho de 2009 assinou seu primeiro contrato profissional.

### Vasco da Gama

#### 2012
No dia 3 de julho de 2012 foi integrado à equipe profissional. Foi relacionado pela primeira vez no jogo contra o Corinthians em São Januário, jogo válido pelo Campeonato Brasileiro, em 5 de agosto. Fez seu primeiro jogo como profissional contra o Náutico, no Estádio dos Aflitos, no dia 5 de setembro, em partida realizada pelo Campeonato Brasileiro, atuando improvisado como lateral direito, entrou em campo aos 16 minutos do segundo tempo. No jogo seguinte contra o Bahia começou jogando como titular. Novamente como lateral direito, marcou o seu primeiro gol no profissional contra o Figueirense, em partida realizada no Campeonato Brasileiro pela 27ª rodada.

#### 2013
O ano de 2013 começou promissor para Luan. Após a saída do zagueiro Dedé, Luan foi o escolhido de Paulo Autuori para ser o titular da zaga vascaína para o Campeonato Brasileiro. Após um mal início do Vasco e seguidas goleadas Luan foi sacado do time e passou o ano sendo a quarta opção de zaga.
No fim de 2013, aproveitou a chance que teve na Copa do Brasil e foi escolhido para substituir Jomar pelo técnico Adilson Batista e ficou no time titular nos últimos jogos do Campeonato Brasileiro. Mesmo após um início de reação o Vasco não conseguiu evitar o rebaixamento para a segunda divisão do futebol brasileiro.

#### 2014
Em 2014 Luan foi mantido por Adilson no time titular, e ao lado de Rodrigo teve sua primeira sequência como jogador profissional, empolgando os vascaínos com incrível tranquilidade e segurança para um jogador tão jovem, além de jogo aéreo defensivo impecável e passe privilegiado fez da defesa vascaína a menos vazada da primeira fase do Campeonato Carioca, sendo considerado um dos jogadores mais regulares do Vasco na competição e grande revelação vascaína. Após o vice campeonato do Campeonato Carioca, Luan se mostrou tranquilo e seguro no jogo seguinte contra o Resende válido pela Copa do Brasil, onde o Vasco se classificou ao vencer por 1–0 e na estreia do time na Série B, sendo escolhido o melhor em campo.

#### 2015
Em 2015 Luan começou o ano como titular da zaga do Vasco no Campeonato Carioca e marcou dois gols nas primeiras partidas da temporada, um de pênalti que garantiu a vitória no clássico contra o rival Fluminense, e outro de cabeça na vitória contra o Bangu. Na partida contra o Cruzeiro pelo Brasileirão completou 100 jogos com a camisa do Vasco. Foi campeão carioca pelo Vasco, seu primeiro titulo como jogador profissional e também primeiro pelo clube Cruzmaltino.
Durante o Brasileirão o Vasco foi muito mal no primeiro turno conquistando apenas 13 pontos de 57 possiveis em 19 rodadas, com isso terminando o Brasileirão na ultima posição. No segundo turno o Vasco melhorou e lutou para não cair até a ultima rodada Luan foi um dos destaques da reação do time mas mesmo assim não conseguiu evitar que o clube sofresse mais uma queda para a segunda divisão do futebol brasileiro a terceira em 8 anos e a segunda seguida.

#### 2016
Em 2016, foi titular na maioria das partidas do Campeonato Carioca, e conquistou a Taça Guanabara de 2016 e Campeonato Carioca de 2016, ambos com o Vasco da Gama. E foi eleito o melhor zagueiro da Seleção do Campeonato Carioca de 2016

Na segunda partida do Vasco na serie B marcou um gol de cabeça após cruzamento de Nenê. Voltou a marcar na quarta rodada, após pegar o rebote da bola desviada por Thalles.

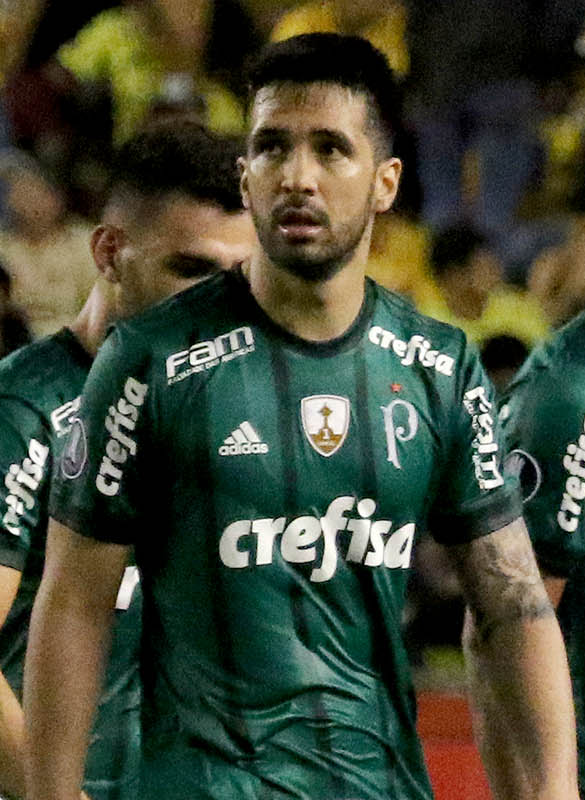
Pelo Palmeiras nas oitavas-de-final da Libertadores de 2017.

Luan encerrou sua passagem pelo Vasco, onde fez 172 jogos e marcou 12 gols.

### Palmeiras
Em 5 de abril de 2017, Luan é vendido ao Palmeiras por 10 milhões de reais, com contrato válido por 4 anos. No entanto, chegou ao clube paulista vindo de cirurgia no pé direito, o que postergou seu ingresso no time principal.
Fez sua estreia com a camisa do Palmeiras no dia 18 de junho de 2017, na Arena Fonte Nova, contra o Bahia, entrando aos 27 minutos do segundo tempo no lugar de Thiago Santos. Ao todo, realizou 17 partidas na campanha do vice-campeonato brasileiro do alviverde, tornando-se titular sob o comando de Cuca e voltando ao posto na reta final do campeonato, já sob Alberto Valentim.
Marcou seu primeiro gol com a camisa do Palmeiras ao anotar, de cabeça, o segundo da vitória por 5–1 contra o Sport, em 16 de novembro de 2017.
Após muita contestação da torcida pelo ano de 2017 e início de 2018, com a chegada de Felipão como novo técnico do time, Luan deu a volta por cima com atuações seguras e se sagrou campeão brasileiro sem perder nenhum jogo enquanto titular. participou da defesa menos vazada de todo o campeonato com apenas 24 gols sofridos em 37 jogos.
Em maio de 2019, Luan, junto ao parceiro de zaga Gustavo Gómez, chegou à marca de 1000 minutos consecutivos sem levar gol jogando pelo Palmeiras. Tais atuações não passaram em branco, e, no mesmo mês, teve seu contrato com o Palmeiras, que iria até 2022, renovado por mais um ano.
Em setembro de 2020, Luan completou seu centésimo jogo com a camisa do Palmeiras numa vitória por 2–1 contra o Bolívar.
No dia 28 de setembro de 2022, em vitória por 1–0 contra o Atlético Mineiro, válida pelo Campeonato Brasileiro, Luan chegou a 200 jogos pelo Palmeiras. Em novembro, renovou seu contrato com o Palmeiras, até o fim de 2024. Em fevereiro de 2024, Luan completou 250 jogos com a camisa do Palmeiras. O jogador recebeu uma homenagem do clube dias depois. Em março, Luan estendeu seu contrato com o Palmeiras por mais um ano, até o final de 2025. Em 14 de junho de 2024, o Palmeiras oficializou a saída de Luan do clube. O jogador recebeu uma homenagem no intervalo de uma partida do Campeonato Brasileiro, contra o Vasco da Gama.

### Toluca
Em 21 de junho de 2024, Luan foi oficializado como novo reforço do Toluca, do México. Os valores da transação não foram oficializados, mas, segundo a imprensa brasileira, o clube mexicano pagou 4 milhões de dólares (21 milhões de reais, na época); o Palmeiras ficou com sessenta por cento (12,6 milhões de reais), enquanto os quarenta por cento restantes (8,4 milhões) ficaram com o Vasco da Gama. Em 9 de novembro, Luan anotou seu primeiro gol pelo time mexicano na goleada por 4 a 0 de sua equipe diante do América, ele marcou o quarto gol.

## Seleção Brasileira

### Sub-20

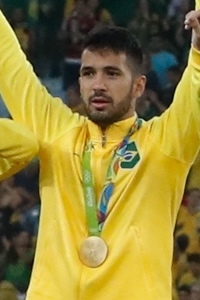
Luan recebendo a medalha de ouro nos Jogos Olímpicos 2016

Em 2012 Luan realizou seu sonho de ser convocado pela primeira vez. Participou do Torneio Oito Nações e do Quadrangular Internacional, onde sagrou-se campeão nos dois torneios. Em 2013 veio a notícia mais importante: Luan foi escolhido para ser o capitão da equipe que disputou o Campeonato Sul-Americano Sub-20 de 2013. O Brasil ficou em último lugar no seu grupo e não se classificou para o mundial da categoria.
Em 2015, foi convocado para defender a seleção brasileira nos Jogos Pan-Americanos de Toronto 2015, no qual acabou conquistando a medalha de bronze do torneio.

### Olimpíadas
Em 29 de junho de 2016, Luan foi convocado para a Seleção masculina de futebol que disputou Olimpíadas do Rio de Janeiro.
Foi campeão olímpico ajudando o Brasil a conquistar o seu primeiro ouro olímpico.

### Seleção principal
No dia 19 de janeiro de 2017, Luan foi convocado pelo técnico Tite para o Jogo da Amizade, contra a Colômbia.

## Estatísticas

### Clubes
Atualizado até 11 de fevereiro de 2022.
| Clube             | Temporada         | Campeonato nacional | Campeonato nacional | Copa nacional | Copa nacional | Competições continentais | Competições continentais | Campeonato estadual | Campeonato estadual | Outros torneios | Outros torneios | Total | Total |
| Clube             | Temporada         | Jogos               | Gols                | Jogos         | Gols          | Jogos                    | Gols                     | Jogos               | Gols                | Jogos           | Gols            | Jogos | Gols  |
| ----------------- | ----------------- | ------------------- | ------------------- | ------------- | ------------- | ------------------------ | ------------------------ | ------------------- | ------------------- | --------------- | --------------- | ----- | ----- |
| Vasco da Gama     | 2012              | 4                   | 1                   | —             | —             | —                        | —                        | —                   | —                   | –               | –               | 4     | 1     |
| Vasco da Gama     | 2013              | 9                   | 0                   | 1             | 0             | —                        | —                        | 2                   | 0                   | –               | –               | 12    | 0     |
| Vasco da Gama     | 2014              | 25                  | 0                   | 4             | 0             | 0                        | —                        | 18                  | 0                   | –               | –               | 47    | 0     |
| Vasco da Gama     | 2015              | 25                  | 0                   | 3             | 0             | 0                        | 0                        | 16                  | 4                   | –               | –               | 44    | 4     |
| Vasco da Gama     | 2016              | 28                  | 5                   | 6             | 1             | 0                        | 0                        | 16                  | 1                   | –               | –               | 50    | 7     |
| Vasco da Gama     | Total             | 91                  | 6                   | 14            | 1             | 0                        | 0                        | 52                  | 5                   | 0               | 0               | 157   | 12    |
| Palmeiras         | 2017              | 19                  | 1                   | –             | –             | 2                        | 0                        | —                   | —                   | –               | –               | 21    | 1     |
| Palmeiras         | 2018              | 16                  | 2                   | 1             | 0             | 4                        | 1                        | 2                   | 0                   | 2               | 0               | 24    | 3     |
| Palmeiras         | 2019              | 21                  | 0                   | 2             | 0             | 7                        | 0                        | 6                   | 1                   | 1               | 0               | 37    | 1     |
| Palmeiras         | 2020              | 26                  | 0                   | 4             | 0             | 8                        | 0                        | 6                   | 0                   | 4               | 0               | 48    | 0     |
| Palmeiras         | 2021              | 26                  | 1                   | 2             | 0             | 11                       | 0                        | 6                   | 0                   | 5               | 0               | 50    | 1     |
| Palmeiras         | 2022              | 16                  | 0                   | 0             | 0             | 4                        | 0                        | 3                   | 1                   | 0               | 0               | 23    | 1     |
| Palmeiras         | 2023              | 0                   | 0                   | 1             | 0             | 0                        | 0                        | 4                   | 0                   | 0               | 0               | 5     | 0     |
| Palmeiras         | Total             | 124                 | 4                   | 10            | 0             | 36                       | 1                        | 27                  | 2                   | 12              | 0               | 208   | 7     |
| Total na carreira | Total na carreira | 215                 | 10                  | 23            | 1             | 36                       | 1                        | 75                  | 7                   | 12              | 0               | 365   | 19    |

### Seleção
Atualizado até 26 de julho de 2013.
Abaixo estão listados todos e jogos e gols do futebolista pela Seleção Brasileira, desde as categorias de base. Abaixo da tabela, clique em expandir para ver a lista detalhada dos jogos de acordo com a categoria selecionada.
Sub-20
| Ano   |       |      |
| Ano   | Jogos | Gols |
| ----- | ----- | ---- |
| 2012  | 7     | 1    |
| 2013  | 4     | 0    |
| Total | 11    | 1    |

|     | Data                  | Local                    | Resultado   | Adversário    | Gols | Competição                        |
| --- | --------------------- | ------------------------ | ----------- | ------------- | ---- | --------------------------------- |
| 1.  | 26 de maio de 2012    | Cape Town, África do Sul | 1–0         | Camarões      | 0    | Torneio Oito Nações Sub-20        |
| 2.  | 28 de maio de 2012    | Cape Town, África do Sul | 4–0         | Quênia        | 1    | Torneio Oito Nações Sub-20        |
| 3.  | 30 de maio de 2012    | Cape Town, África do Sul | 4–1         | Japão         | 0    | Torneio Oito Nações Sub-20        |
| 4.  | 01 de junho de 2012   | Cape Town, África do Sul | 2–2 (4-3)¹  | África do Sul | 0    | Torneio Oito Nações Sub-20        |
| 5.  | 03 de junho de 2012   | Cape Town, África do Sul | 0–0 (2-0)²  | Argentina     | 0    | Torneio Oito Nações Sub-20        |
| 6.  | 28 de junho de 2012   | Resistência, Argentina   | 0–0 (10-9)¹ | Uruguai       | 0    | Quadrangular Internacional Sub-20 |
| 7.  | 30 de junho de 2012   | Resistência, Argentina   | 1–0         | Argentina     | 0    | Quadrangular Internacional Sub-20 |
| 8.  | 10 de janeiro de 2013 | San Juan, Argentina      | 1–1         | Equador       | 0    | Campeonato Sul-Americano Sub-20   |
| 9.  | 12 de janeiro de 2013 | San Juan, Argentina      | 2–3         | Uruguai       | 0    | Campeonato Sul-Americano Sub-20   |
| 10. | 16 de janeiro de 2013 | San Juan, Argentina      | 1–0         | Venezuela     | 0    | Campeonato Sul-Americano Sub-20   |
| 11. | 18 de janeiro de 2013 | San Juan, Argentina      | 0–2         | Peru          | 0    | Campeonato Sul-Americano Sub-20   |

¹: Resultado obtido pelas cobranças de penalties.
²: Resultado obtido pela prorrogação.

## Títulos
Vasco da Gama
- Campeonato Carioca: 2015 e 2016
- Taça Guanabara: 2016
- Taça Rio: 2017

Palmeiras
- Campeonato Brasileiro: 2018, 2022 e 2023
- Campeonato Paulista: 2020, 2022, 2023[27] e 2024
- Copa Libertadores da América: 2020 e 2021
- Copa do Brasil: 2020
- Recopa Sul-Americana: 2022
- Supercopa do Brasil: 2023[28]

Toluca
- Campeonato Mexicano: Clausura 2025

Categorias de Base
- Copa Gazetinha Sub-15: 2007

Seleção Brasileira
- Jogos Olímpicos: 2016
- Torneio Oito Nações Sub-20: 2012[29]
- Quadrangular Internacional Sub-20: 2012[30]

## Campanhas em destaque
- Jogos Pan-Americanos: 2015

## Prêmios individuais
- Seleção do Campeonato Carioca: 2014, 2015 e 2016
- Eleito pela VAVEL como melhor zagueiro do Campeonato Brasileiro Série B: 2016